# Phylocentropus cretaceous
Phylocentropus cretaceous là một loài Trichoptera hóa thạch trong họ Dipseudopsidae.